# Francia en el Torneo femenino de fútbol en los Juegos Olímpicos 2024

## Plantel
Entrenador:  Hervé Renard
Francia nombró una plantilla de 18 jugadores y 4 suplentes para el torneo del 8 de julio de 2024 
| No. | Pos. | Jugador                 | Fecha de nacimiento (edad)         | Apa. | Goles | Club                |
| --- | ---- | ----------------------- | ---------------------------------- | ---- | ----- | ------------------- |
| 1   | POR  | Constance Picaud        | 5 de julio de 1998 (26 años)       | 7    | 0     | Paris Saint-Germain |
| 2   | DEF  | Mäelle Lakrar           | 27 de mayo de 2000 (24 años)       | 18   | 3     | Montpellier         |
| 3   | DEF  | Wendie Renard           | 20 de julio de 1990 (34 años)      | 160  | 38    | Lyon                |
| 4   | DEF  | Estelle Cascarino       | 5 de febrero de 1997 (27 años)     | 16   | 1     | Juventus            |
| 5   | DEF  | Élisa de Almeida        | 11 de enero de 1998 (26 años)      | 34   | 4     | Paris Saint-Germain |
| 6   | MED  | Amandine Henry          | 28 de septiembre de 1989 (34 años) | 106  | 14    | Utah Royals         |
| 7   | DEF  | Sakina Karchaoui        | 26 de enero de 1996 (28 años)      | 75   | 2     | Paris Saint-Germain |
| 8   | MED  | Grace Geyoro            | 2 de julio de 1997 (27 años)       | 82   | 18    | Paris Saint-Germain |
| 9   | DEL  | Eugénie Le Sommer       | 18 de mayo de 1989 (35 años)       | 192  | 93    | Lyon                |
| 10  | DEL  | Delphine Cascarino      | 5 de febrero de 1997 (27 años)     | 64   | 14    | Lyon                |
| 11  | DEL  | Kadidiatou Diani        | 1 de abril de 1995 (29 años)       | 101  | 29    | Lyon                |
| 12  | DEL  | Marie-Antoinette Katoto | 1 de noviembre de 1998 (25 años)   | 41   | 30    | Paris Saint-Germain |
| 13  | DEF  | Selma Bacha             | 9 de noviembre de 2000 (23 años)   | 32   | 2     | Lyon                |
| 14  | MED  | Sandie Toletti          | 13 de julio de 1995 (29 años)      | 56   | 3     | Real Madrid         |
| 15  | MED  | Kenza Dali              | 31 de julio de 1991 (32 años)      | 68   | 12    | Aston Villa         |
| 16  | POR  | Pauline Peyraud-Magnin  | 17 de marzo de 1992 (32 años)      | 54   | 0     | Juventus            |
| 17  | DEL  | Sandy Baltimore         | 19 de febrero de 2000 (24 años)    | 30   | 3     | Paris Saint-Germain |
| 18  | DEF  | Griedge Mbock Bathy     | 26 de febrero de 1995 (29 años)    | 16   | 2     | Lyon                |
| 19  | MED  | Léa Le Garrec           | 9 de julio de 1993 (31 años)       | 15   | 12    | Fleury              |
| 20  | DEL  | Vicki Becho             | 3 de octubre de 2003 (20 años)     | 16   | 2     | Lyon                |
| 21  | DEF  | Ève Périsset            | 24 de diciembre de 1994 (29 años)  | 60   | 4     | Chelsea             |
| 22  | POR  | Solène Durand           | 20 de noviembre de 1994 (29 años)  | 4    | 0     | Sassuolo            |

## Participación

### Partidos
| Fecha       | Ciudad        | Instancia        |               |                          | Resultado |                     |          |
| ----------- | ------------- | ---------------- | ------------- | ------------------------ | --------- | ------------------- | -------- |
| 25 de julio | Lyon          | Fase de grupos   | Francia       | Bandera de Francia       | 3:2 (3:0) | Bandera de Colombia | Colombia |
| 28 de julio | Saint-Étienne | Fase de grupos   | Francia       | Bandera de Francia       | 1:2 (1:0) | Bandera de Canadá   | Canadá   |
| 31 de julio | Lyon          | Fase de grupos   | Nueva Zelanda | Bandera de Nueva Zelanda | 1:2 (1:1) | Bandera de Francia  | Francia  |
| 3 de agosto | Nantes        | Cuartos de final | Francia       | Bandera de Francia       | 0:1 (0:0) | Bandera de Brasil   | Brasil   |

### Primera fase - Grupo A

#### Posiciones
| Equipo        | Pts. | PJ | PG | PE | PP | GF | GC | Dif. |
| ------------- | ---- | -- | -- | -- | -- | -- | -- | ---- |
| Francia       | 6    | 3  | 2  | 0  | 1  | 6  | 5  | 1    |
| Canadá        | 3    | 3  | 3  | 0  | 0  | 5  | 2  | 3    |
| Colombia      | 3    | 3  | 1  | 0  | 2  | 4  | 4  | 0    |
| Nueva Zelanda | 0    | 3  | 0  | 0  | 3  | 2  | 6  | –4   |

#### Francia vs. Colombia
| 25 de julio de 2024, 21:00 | Francia                   | 3:2 (3:0)                | Colombia                   | Stade de Lyon, Lyon                                                     |                                                                         |
|                            | Katoto 6', 42' · Dali 18' | COI Reporte FIFA Reporte | Usme 54' (pen.) · Paví 64' | Asistencia: 29 208 espectadores Árbitra: Tori Penso VAR: Tatiana Guzmán | Asistencia: 29 208 espectadores Árbitra: Tori Penso VAR: Tatiana Guzmán |

| 16         | Guardameta     | Pauline Peyraud-Magnin  |       |
| 2          | Defensa        | Mäelle Lakrar           |       |
| 3          | Defensa        | Wendie Renard           |       |
| 18         | Defensa        | Griedge Mbock Bathy     |       |
| 7          | Defensa        | Sakina Karchaoui        | 71'   |
| 14         | Centrocampista | Sandie Toletti          |       |
| 15         | Centrocampista | Kenza Dali              |       |
| 8          | Centrocampista | Grace Geyoro            |       |
| 11         | Delantero      | Kadidiatou Diani        | 90+1' |
| 12         | Delantero      | Marie-Antoinette Katoto | 90+5' |
| 10         | Delantero      | Delphine Cascarino      | 71'   |
| Entrenador | Entrenador     | Hervé Renard            |       |

| 12         | Guardameta     | Katherine Tapia  |     |
| 17         | Defensa        | Carolina Arias   | 82' |
| 16         | Defensa        | Jorelyn Carabalí |     |
| 3          | Defensa        | Daniela Arias    |     |
| 2          | Defensa        | Manuela Vanegas  |     |
| 6          | Centrocampista | Daniela Montoya  | 46' |
| 8          | Centrocampista | Marcela Restrepo |     |
| 10         | Centrocampista | Leicy Santos     |     |
| 9          | Delantero      | Mayra Ramírez    |     |
| 11         | Delantero      | Catalina Usme    |     |
| 18         | Delantero      | Linda Caicedo    |     |
| Entrenador | Entrenador     | Ángelo Marsiglia |     |

| 13 | Defensa        | Selma Bacha       | 71'   |
| 17 | Delantero      | Sandy Baltimore   | 71'   |
| 6  | Centrocampista | Amandine Henry    | 90+1' |
| 9  | Delantero      | Eugénie Le Sommer | 90+5' |

| 7 | Delantero | Manuela Paví     | 46' |
| 5 | Defensa   | Yirleidis Minota | 82' |

| Anotado | 6'  | Marie-Antoinette Katoto | 1:0 |
| Anotado | 18' | Kenza Dali              | 2:0 |
| Anotado | 42' | Marie-Antoinette Katoto | 3:0 |

| Anotado · Penal | 54' | Catalina Usme | 3:1 |
| Anotado         | 64' | Manuela Paví  | 3:2 |

| Amonestado | 55' | Ángelo Marsiglia |

| Expulsado | 85' | Mayra Ramírez |

| Árbitra             | Tori Penso       |
| Árbitras asistentes | Brooke Mayo      |
| Árbitras asistentes | Kathryn Nesbitt  |
| Cuarta árbitra      | Shamirah Nabadd  |
| VAR                 | Tatiana Guzmán   |
| Adicionales VAR     | Tatiana Guzmán   |
| Adicionales VAR     | Daneon Parchment |

| 16         | Guardameta     | Pauline Peyraud-Magnin  |       |
| 2          | Defensa        | Mäelle Lakrar           |       |
| 3          | Defensa        | Wendie Renard           |       |
| 18         | Defensa        | Griedge Mbock Bathy     |       |
| 7          | Defensa        | Sakina Karchaoui        | 71'   |
| 14         | Centrocampista | Sandie Toletti          |       |
| 15         | Centrocampista | Kenza Dali              |       |
| 8          | Centrocampista | Grace Geyoro            |       |
| 11         | Delantero      | Kadidiatou Diani        | 90+1' |
| 12         | Delantero      | Marie-Antoinette Katoto | 90+5' |
| 10         | Delantero      | Delphine Cascarino      | 71'   |
| Entrenador | Entrenador     | Hervé Renard            |       |

| 12         | Guardameta     | Katherine Tapia  |     |
| 17         | Defensa        | Carolina Arias   | 82' |
| 16         | Defensa        | Jorelyn Carabalí |     |
| 3          | Defensa        | Daniela Arias    |     |
| 2          | Defensa        | Manuela Vanegas  |     |
| 6          | Centrocampista | Daniela Montoya  | 46' |
| 8          | Centrocampista | Marcela Restrepo |     |
| 10         | Centrocampista | Leicy Santos     |     |
| 9          | Delantero      | Mayra Ramírez    |     |
| 11         | Delantero      | Catalina Usme    |     |
| 18         | Delantero      | Linda Caicedo    |     |
| Entrenador | Entrenador     | Ángelo Marsiglia |     |

| 13 | Defensa        | Selma Bacha       | 71'   |
| 17 | Delantero      | Sandy Baltimore   | 71'   |
| 6  | Centrocampista | Amandine Henry    | 90+1' |
| 9  | Delantero      | Eugénie Le Sommer | 90+5' |

| 7 | Delantero | Manuela Paví     | 46' |
| 5 | Defensa   | Yirleidis Minota | 82' |

| Anotado | 6'  | Marie-Antoinette Katoto | 1:0 |
| Anotado | 18' | Kenza Dali              | 2:0 |
| Anotado | 42' | Marie-Antoinette Katoto | 3:0 |

| Anotado · Penal | 54' | Catalina Usme | 3:1 |
| Anotado         | 64' | Manuela Paví  | 3:2 |

| Amonestado | 55' | Ángelo Marsiglia |

| Expulsado | 85' | Mayra Ramírez |

| Árbitra             | Tori Penso       |
| Árbitras asistentes | Brooke Mayo      |
| Árbitras asistentes | Kathryn Nesbitt  |
| Cuarta árbitra      | Shamirah Nabadd  |
| VAR                 | Tatiana Guzmán   |
| Adicionales VAR     | Tatiana Guzmán   |
| Adicionales VAR     | Daneon Parchment |

| Estadísticas      | Bandera de Francia | Bandera de Colombia |
| Tiros             | 10                 | 11                  |
| Tiros a puerta    | 8                  | 4                   |
| Faltas            | 14                 | 11                  |
| Saques de esquina | 4                  | 5                   |
| Penaltis          | 0                  | 1                   |
| Fueras de juego   | 1                  | 1                   |
| Posesión de balón | 54%                | 46%                 |

#### Francia vs. Canadá
| 28 de julio de 2024, 21:00 | Francia    | 1:2 (1:0)                | Canadá                      | Stade Geoffroy-Guichard, Saint-Étienne                                    |                                                                           |
|                            | Katoto 42' | COI Reporte FIFA Reporte | Fleming 58' · Gilles 90+12' | Asistencia: 17 550 espectadores Árbitra: Bouchra Karboubi VAR: Ivan Bebek | Asistencia: 17 550 espectadores Árbitra: Bouchra Karboubi VAR: Ivan Bebek |

| 16         | Guardameta     | Pauline Peyraud-Magnin  | 63' |
| 5          | Defensa        | Élisa de Almeida        |     |
| 18         | Defensa        | Griedge Mbock Bathy     |     |
| 3          | Defensa        | Wendie Renard           | 72' |
| 13         | Defensa        | Selma Bacha             |     |
| 14         | Centrocampista | Sandie Toletti          |     |
| 15         | Centrocampista | Kenza Dali              |     |
| 8          | Centrocampista | Grace Geyoro            |     |
| 11         | Delantero      | Kadidiatou Diani        | 82' |
| 12         | Delantero      | Marie-Antoinette Katoto |     |
| 10         | Delantero      | Delphine Cascarino      | 63' |
| Entrenador | Entrenador     | Hervé Renard            |     |

| 1          | Guardameta     | Kailen Sheridan   |     |
| 10         | Defensa        | Ashley Lawrence   |     |
| 12         | Defensa        | Jade Rose         |     |
| 14         | Defensa        | Vanessa Gilles    |     |
| 3          | Defensa        | Kadeisha Buchanan |     |
| 2          | Defensa        | Gabrielle Carle   | 67' |
| 5          | Centrocampista | Quinn             | 67' |
| 17         | Centrocampista | Jessie Fleming    |     |
| 13         | Centrocampista | Simi Awujo        | 90' |
| 15         | Delantero      | Nichelle Prince   | 46' |
| 9          | Delantero      | Jordyn Huitema    |     |
| Entrenador | Entrenador     | Andy Spence       |     |

| 7 | Defensa        | Sakina Karchaoui | 63' |
| 1 | Guardameta     | Constance Picaud | 63' |
| 2 | Defensa        | Mäelle Lakrar    | 72' |
| 6 | Centrocampista | Amandine Henry   | 82' |

| 11 | Delantero      | Adriana Leon  | 46' |
| 4  | Delantero      | Évelyne Viens | 67' |
| 16 | Delantero      | Janine Beckie | 67' |
| 7  | Centrocampista | Julia Grosso  | 90' |

| Anotado | 42' | Marie-Antoinette Katoto | 1:0 |

| Anotado | 58'    | Jessie Fleming | 1:1 |
| Anotado | 90+12' | Vanessa Gilles | 1:2 |

| Amonestado | 28' | Joel Chima Fujita |

| Amonestado | 76' | Sandie Toletti |

| Árbitra             | Bouchra Karboubi |
| Árbitras asistentes | Fatiha Jermoumi  |
| Árbitras asistentes | Diana Chikotesha |
| Cuarta árbitra      | Frida Klarlund   |
| VAR                 | Ivan Bebek       |
| Adicional VAR       | Daneon Parchment |

| 16         | Guardameta     | Pauline Peyraud-Magnin  | 63' |
| 5          | Defensa        | Élisa de Almeida        |     |
| 18         | Defensa        | Griedge Mbock Bathy     |     |
| 3          | Defensa        | Wendie Renard           | 72' |
| 13         | Defensa        | Selma Bacha             |     |
| 14         | Centrocampista | Sandie Toletti          |     |
| 15         | Centrocampista | Kenza Dali              |     |
| 8          | Centrocampista | Grace Geyoro            |     |
| 11         | Delantero      | Kadidiatou Diani        | 82' |
| 12         | Delantero      | Marie-Antoinette Katoto |     |
| 10         | Delantero      | Delphine Cascarino      | 63' |
| Entrenador | Entrenador     | Hervé Renard            |     |

| 1          | Guardameta     | Kailen Sheridan   |     |
| 10         | Defensa        | Ashley Lawrence   |     |
| 12         | Defensa        | Jade Rose         |     |
| 14         | Defensa        | Vanessa Gilles    |     |
| 3          | Defensa        | Kadeisha Buchanan |     |
| 2          | Defensa        | Gabrielle Carle   | 67' |
| 5          | Centrocampista | Quinn             | 67' |
| 17         | Centrocampista | Jessie Fleming    |     |
| 13         | Centrocampista | Simi Awujo        | 90' |
| 15         | Delantero      | Nichelle Prince   | 46' |
| 9          | Delantero      | Jordyn Huitema    |     |
| Entrenador | Entrenador     | Andy Spence       |     |

| 7 | Defensa        | Sakina Karchaoui | 63' |
| 1 | Guardameta     | Constance Picaud | 63' |
| 2 | Defensa        | Mäelle Lakrar    | 72' |
| 6 | Centrocampista | Amandine Henry   | 82' |

| 11 | Delantero      | Adriana Leon  | 46' |
| 4  | Delantero      | Évelyne Viens | 67' |
| 16 | Delantero      | Janine Beckie | 67' |
| 7  | Centrocampista | Julia Grosso  | 90' |

| Anotado | 42' | Marie-Antoinette Katoto | 1:0 |

| Anotado | 58'    | Jessie Fleming | 1:1 |
| Anotado | 90+12' | Vanessa Gilles | 1:2 |

| Amonestado | 28' | Joel Chima Fujita |

| Amonestado | 76' | Sandie Toletti |

| Árbitra             | Bouchra Karboubi |
| Árbitras asistentes | Fatiha Jermoumi  |
| Árbitras asistentes | Diana Chikotesha |
| Cuarta árbitra      | Frida Klarlund   |
| VAR                 | Ivan Bebek       |
| Adicional VAR       | Daneon Parchment |

| Estadísticas      | Bandera de Francia | Bandera de Canadá |
| Tiros             | 7                  | 9                 |
| Tiros a puerta    | 2                  | 4                 |
| Faltas            | 8                  | 8                 |
| Saques de esquina | 4                  | 0                 |
| Penaltis          | 0                  | 0                 |
| Fueras de juego   | 0                  | 4                 |
| Posesión de balón | 61%                | 39%               |

#### Nueva Zelanda vs. Francia
| 31 de julio de 2024, 21:00 | Nueva Zelanda | 1:2 (1:1)                | Francia         | Stade de Lyon, Lyon                                                    |                                                                        |
|                            | Taylor 43'    | COI Reporte FIFA Reporte | Katoto 22', 49' | Asistencia: 21 946 espectadores Árbitra: Edina Alves VAR: Daiane Muniz | Asistencia: 21 946 espectadores Árbitra: Edina Alves VAR: Daiane Muniz |

| 1          | Guardameta     | Anna Leat          |     |
| 4          | Defensa        | CJ Bott            |     |
| 14         | Defensa        | Katie Bowen        |     |
| 13         | Defensa        | Rebekah Stott      | 54' |
| 7          | Defensa        | Michaela Foster    | 63' |
| 10         | Centrocampista | Indiah-Paige Riley | 74' |
| 2          | Centrocampista | Kate Taylor        |     |
| 20         | Centrocampista | Annalie Longo      |     |
| 11         | Centrocampista | Katie Kitching     | 54' |
| 16         | Delantero      | Jacqui Hand        | 74' |
| 18         | Delantero      | Grace Jale         |     |
| Entrenador | Entrenador     | Michael Mayne      |     |

| 16         | Guardameta     | Pauline Peyraud-Magnin  |     |
| 2          | Defensa        | Mäelle Lakrar           |     |
| 18         | Defensa        | Griedge Mbock Bathy     | 83' |
| 5          | Defensa        | Élisa de Almeida        |     |
| 7          | Defensa        | Sakina Karchaoui        |     |
| 6          | Centrocampista | Amandine Henry          |     |
| 8          | Centrocampista | Grace Geyoro            | 63' |
| 13         | Centrocampista | Selma Bacha             | 74' |
| 10         | Delantero      | Delphine Cascarino      | 83' |
| 12         | Delantero      | Marie-Antoinette Katoto | 63' |
| 17         | Delantero      | Sandy Baltimore         |     |
| Entrenador | Entrenador     | Hervé Renard            |     |

| 17 | Delantero      | Milly Clegg     | 54' |
| 5  | Defensa        | Meikayla Moore  | 54' |
| 3  | Defensa        | Mackenzie Barry | 63' |
| 6  | Centrocampista | Malia Steinmetz | 74' |
| 15 | Delantero      | Ally Green      | 74' |

| 15 | Centrocampista | Kenza Dali        | 63' |
| 11 | Delantero      | Kadidiatou Diani  | 63' |
| 14 | Centrocampista | Sandie Toletti    | 74' |
| 21 | Defensa        | Ève Périsset      | 83' |
| 9  | Delantero      | Eugénie Le Sommer | 83' |

| Anotado | 42' | Kate Taylor | 1:1 |

| Anotado | 22' | Marie-Antoinette Katoto | 0:1 |
| Anotado | 49' | Marie-Antoinette Katoto | 1:2 |

| Amonestado | 90+6' | Ally Green |

| Árbitra             | Edina Alves       |
| Árbitras asistentes | Neuza Back        |
| Árbitras asistentes | Fabrini Bevilaqua |
| Cuarta árbitra      | Shamirah Nabadd   |
| VAR                 | Daiane Muniz      |
| Adicional VAR       | Leodán González   |

| 1          | Guardameta     | Anna Leat          |     |
| 4          | Defensa        | CJ Bott            |     |
| 14         | Defensa        | Katie Bowen        |     |
| 13         | Defensa        | Rebekah Stott      | 54' |
| 7          | Defensa        | Michaela Foster    | 63' |
| 10         | Centrocampista | Indiah-Paige Riley | 74' |
| 2          | Centrocampista | Kate Taylor        |     |
| 20         | Centrocampista | Annalie Longo      |     |
| 11         | Centrocampista | Katie Kitching     | 54' |
| 16         | Delantero      | Jacqui Hand        | 74' |
| 18         | Delantero      | Grace Jale         |     |
| Entrenador | Entrenador     | Michael Mayne      |     |

| 16         | Guardameta     | Pauline Peyraud-Magnin  |     |
| 2          | Defensa        | Mäelle Lakrar           |     |
| 18         | Defensa        | Griedge Mbock Bathy     | 83' |
| 5          | Defensa        | Élisa de Almeida        |     |
| 7          | Defensa        | Sakina Karchaoui        |     |
| 6          | Centrocampista | Amandine Henry          |     |
| 8          | Centrocampista | Grace Geyoro            | 63' |
| 13         | Centrocampista | Selma Bacha             | 74' |
| 10         | Delantero      | Delphine Cascarino      | 83' |
| 12         | Delantero      | Marie-Antoinette Katoto | 63' |
| 17         | Delantero      | Sandy Baltimore         |     |
| Entrenador | Entrenador     | Hervé Renard            |     |

| 17 | Delantero      | Milly Clegg     | 54' |
| 5  | Defensa        | Meikayla Moore  | 54' |
| 3  | Defensa        | Mackenzie Barry | 63' |
| 6  | Centrocampista | Malia Steinmetz | 74' |
| 15 | Delantero      | Ally Green      | 74' |

| 15 | Centrocampista | Kenza Dali        | 63' |
| 11 | Delantero      | Kadidiatou Diani  | 63' |
| 14 | Centrocampista | Sandie Toletti    | 74' |
| 21 | Defensa        | Ève Périsset      | 83' |
| 9  | Delantero      | Eugénie Le Sommer | 83' |

| Anotado | 42' | Kate Taylor | 1:1 |

| Anotado | 22' | Marie-Antoinette Katoto | 0:1 |
| Anotado | 49' | Marie-Antoinette Katoto | 1:2 |

| Amonestado | 90+6' | Ally Green |

| Árbitra             | Edina Alves       |
| Árbitras asistentes | Neuza Back        |
| Árbitras asistentes | Fabrini Bevilaqua |
| Cuarta árbitra      | Shamirah Nabadd   |
| VAR                 | Daiane Muniz      |
| Adicional VAR       | Leodán González   |

| Estadísticas      | Bandera de Nueva Zelanda | Bandera de Francia |
| Tiros             | 4                        | 17                 |
| Tiros a puerta    | 2                        | 7                  |
| Faltas            | 11                       | 7                  |
| Saques de esquina | 3                        | 4                  |
| Penaltis          | 0                        | 0                  |
| Fueras de juego   | 1                        | 0                  |
| Posesión de balón | 38%                      | 62%                |

### Cuartos de final

#### Francia vs. Brasil
| 3 de agosto de 2024, 21:00 | Francia | 0:1 (0:0)                | Brasil            | Stade de la Beaujoire, Nantes                                          |                                                                        |
|                            |         | COI Reporte FIFA Reporte | Gabi Portilho 82' | Asistencia: 32 280 espectadores Árbitra: Tori Penso VAR: Rob Dieperink | Asistencia: 32 280 espectadores Árbitra: Tori Penso VAR: Rob Dieperink |

| 16         | Guardameta     | Pauline Peyraud-Magnin  |       |
| 5          | Defensa        | Élisa de Almeida        | 90+5' |
| 18         | Defensa        | Griedge Mbock Bathy     |       |
| 3          | Defensa        | Wendie Renard           |       |
| 13         | Defensa        | Selma Bacha             |       |
| 14         | Centrocampista | Sandie Toletti          | 85'   |
| 8          | Centrocampista | Grace Geyoro            |       |
| 7          | Centrocampista | Sakina Karchaoui        |       |
| 10         | Delantero      | Delphine Cascarino      |       |
| 12         | Delantero      | Marie-Antoinette Katoto |       |
| 17         | Delantero      | Sandy Baltimore         | 69'   |
| Entrenador | Entrenador     | Hervé Renard            |       |

| 1          | Guardameta     | Lorena        |     |
| 15         | Defensa        | thais         | 88' |
| 3          | Defensa        | Tarciane      |     |
| 4          | Defensa        | Rafaelle      | 54' |
| 13         | Defensa        | Yasmim        |     |
| 11         | Centrocampista | Jheniffer     | 87' |
| 5          | Centrocampista | Duda Sampaio  | 63' |
| 17         | Centrocampista | Ana Vitória   |     |
| 9          | Centrocampista | Adriana       |     |
| 16         | Delantero      | Gabi Nunes    | 63' |
| 18         | Delantero      | Gabi Portilho |     |
| Entrenador | Entrenador     | Arthur Elias  |     |

| 11 | Delantero      | Kadidiatou Diani  | 69'   |
| 9  | Delantero      | Eugénie Le Sommer | 85'   |
| 15 | Centrocampista | Kenza Dali        | 90+5' |

| 6  | Defensa        | Tamires  | 54' |
| 7  | Delantero      | Kerolin  | 63' |
| 20 | Centrocampista | Angelina | 63' |
| 14 | Delantero      | Ludmila  | 87' |
| 21 | Defensa        | Lauren   | 88' |

| Anotado | 82' | Gabi Portilho | 0:1 |

| Amonestado | 28'   | Marie-Antoinette Katoto |
| Amonestado | 28'   | Hervé Renard            |
| Amonestado | 90+4' | Kadidiatou Diani        |
| Amonestado | 90+9' | Delphine Cascarino      |

| Amonestado | 1'    | Jheniffer     |
| Amonestado | 79'   | Tamires       |
| Amonestado | 79'   | Kerolin       |
| Amonestado | 90+4' | Gabi Portilho |
| Amonestado | 90+9' | Angelina      |

| Árbitra             | Tori Penso        |
| Árbitras asistentes | Brooke Mayo       |
| Árbitras asistentes | Kathryn Nesbitt   |
| Cuarta árbitra      | Yoshimi Yamashita |
| VAR                 | Rob Dieperink     |
| Adicionales VAR     | Rodrigo Carvajal  |
| Adicionales VAR     | Khamis Al-Marri   |

| 16         | Guardameta     | Pauline Peyraud-Magnin  |       |
| 5          | Defensa        | Élisa de Almeida        | 90+5' |
| 18         | Defensa        | Griedge Mbock Bathy     |       |
| 3          | Defensa        | Wendie Renard           |       |
| 13         | Defensa        | Selma Bacha             |       |
| 14         | Centrocampista | Sandie Toletti          | 85'   |
| 8          | Centrocampista | Grace Geyoro            |       |
| 7          | Centrocampista | Sakina Karchaoui        |       |
| 10         | Delantero      | Delphine Cascarino      |       |
| 12         | Delantero      | Marie-Antoinette Katoto |       |
| 17         | Delantero      | Sandy Baltimore         | 69'   |
| Entrenador | Entrenador     | Hervé Renard            |       |

| 1          | Guardameta     | Lorena        |     |
| 15         | Defensa        | thais         | 88' |
| 3          | Defensa        | Tarciane      |     |
| 4          | Defensa        | Rafaelle      | 54' |
| 13         | Defensa        | Yasmim        |     |
| 11         | Centrocampista | Jheniffer     | 87' |
| 5          | Centrocampista | Duda Sampaio  | 63' |
| 17         | Centrocampista | Ana Vitória   |     |
| 9          | Centrocampista | Adriana       |     |
| 16         | Delantero      | Gabi Nunes    | 63' |
| 18         | Delantero      | Gabi Portilho |     |
| Entrenador | Entrenador     | Arthur Elias  |     |

| 11 | Delantero      | Kadidiatou Diani  | 69'   |
| 9  | Delantero      | Eugénie Le Sommer | 85'   |
| 15 | Centrocampista | Kenza Dali        | 90+5' |

| 6  | Defensa        | Tamires  | 54' |
| 7  | Delantero      | Kerolin  | 63' |
| 20 | Centrocampista | Angelina | 63' |
| 14 | Delantero      | Ludmila  | 87' |
| 21 | Defensa        | Lauren   | 88' |

| Anotado | 82' | Gabi Portilho | 0:1 |

| Amonestado | 28'   | Marie-Antoinette Katoto |
| Amonestado | 28'   | Hervé Renard            |
| Amonestado | 90+4' | Kadidiatou Diani        |
| Amonestado | 90+9' | Delphine Cascarino      |

| Amonestado | 1'    | Jheniffer     |
| Amonestado | 79'   | Tamires       |
| Amonestado | 79'   | Kerolin       |
| Amonestado | 90+4' | Gabi Portilho |
| Amonestado | 90+9' | Angelina      |

| Árbitra             | Tori Penso        |
| Árbitras asistentes | Brooke Mayo       |
| Árbitras asistentes | Kathryn Nesbitt   |
| Cuarta árbitra      | Yoshimi Yamashita |
| VAR                 | Rob Dieperink     |
| Adicionales VAR     | Rodrigo Carvajal  |
| Adicionales VAR     | Khamis Al-Marri   |

| Estadísticas      | Bandera de Francia | Bandera de Brasil |
| Tiros             | 11                 | 9                 |
| Tiros a puerta    | 5                  | 2                 |
| Faltas            | 7                  | 21                |
| Saques de esquina | 6                  | 5                 |
| Penaltis          | 1                  | 0                 |
| Fueras de juego   | 2                  | 2                 |
| Posesión de balón | 54%                | 46%               |